# Ali Smithová
Ali Smithová (* 24. srpna 1962 Inverness) je skotská spisovatelka a novinářka. V letech 1980 až 1985 vystudovala anglický jazyk a literaturu na univerzitě v Aberdeenu. V letech 1985 až 1990 navštěvovala Newnham College na Cambridgeské univerzitě, ale doktorát nedodělala, neboť se mezitím etablovala jako dramatička. Později byla rovněž recenzentkou beletrie novin The Scotsman. Přispívá též do The Guardian, The New Statesman a The Times Literary Supplement. V roce 1995 vydala svou první knihu, Free Love and Other Stories. V roce 2007 byla zvolena členkou Královské literární společnosti. V roce 2015 byla jmenována komandérkou Řádu britského impéria. V roce 2005 obdržela Costa Book Award za knihu The Accidental. Stejnou cenu získala roku 2014 za knihu How to Be Both. Za ni získala i Women's Prize for Fiction. V roce 2020 obdržela Orwellovu cenu za román Summer. Je otevřenou homosexuálkou a žije s filmařkou Sarah Woodovou.

### Romány
- Like (1997)
- Hotel World (2001)
- The Accidental (2005)
- Girl Meets Boy (2007)
- There But For The (2011)
- Artful (2012)
- How to Be Both (2014)
- Autumn (2016)
- Winter (2017)
- Spring (2019)
- Summer (2020)
- Companion Piece (2022)
- Gliff (2024)

### Sbírky povídek
- Free Love and Other Stories (1995)
- Other Stories and Other Stories (1999)
- The Whole Story and Other Stories (2003)
- The First Person and Other Stories (2008)
- Public Library and Other Stories (2015)

### Divadelní hry
- Stalemate (1986)
- The Dance (1988)
- Trace of Arc (1989)
- Daughters of England (1990)
- Amazons (1990)
- Comic (1990)
- The Seer (2001)
- Just (2005)